# Reykjavíkurkjördæmi Norður

Reykjavíkurkjördæmi Norður (i.e. 'Reikiavik Norte') es una de las seis circunscripción (kjördæmi) de Islandia. Su mayor y única ciudad es Reikiavik.

## Geografía
Limita con las circunsripciones de Reykjavíkurkjördæmi Suður, Suðurkjördæmi y Suðvesturkjördæmi. En términos geográficos, comprende el área del fiordo Kollafjörður, al oriente de la bahía de Faxaflói.

## Administración
Reykjavíkurkjördæmi Norður comprende la zona norte y central de Reikiaviky una parte de la zona urbana de la región Höfuðborgarsvæðið. El único condado que hace parte de este kjördæmi es la capital. Comprende todos los distritos de Laugardalur, Grafarvogur, Kjalarnes y Grafarholt og Úlfarsárdalur, así como las zonas norte de los de Vesturbær, Miðborg, Hlíðar y Háaleiti.